# جبل كي 2
جبل كي 2 هو ثاني أعلى جبال العالم بعد جبل إفرست وأصعبها تسلقا لوعورته وانحداره الشديد. يقع على الحدود بين باكستان والصين.

## أعلام
- مارتي شميت
- أرت غيلكي
- جير ماكدونل
- بروس غرانت
- أليسون هارجريفز

## اقرأ أيضاً
- جبل إيفرست